# 鄂勒哲依图鸿郭斡妣吉
鄂勒哲依圖鴻郭斡妣吉（？—？），14世纪末蒙古汗族贵妇。
鄂勒哲依图鸿郭斡妣吉起初嫁给大汗额勒伯克的儿子（或兄弟）哈尔古楚克。1399年，因为浩海达裕挑拨，哈尔古楚克被额勒伯克杀死（虽然《蒙古源流》作者称额勒伯克杀害的是弟弟，但书中使用了儿媳（羅馬化：beri）一词），她被额勒伯克霸占。她为报仇，将浩海达裕骗入内室，制造逼奸不从的假象，于是额勒伯克处死浩海达裕。瓦剌首领乌格齐哈什哈起兵杀死额勒伯克，又把她霸占，这时她生下哈尔古楚克的遗腹子阿寨台吉。乌格齐哈什哈死后，她在其子额色库帐下为奴。据《黄史》记载，1425年额色库之妻、额勒伯克之女萨穆尔公主帮助下，她和儿子逃到东蒙古。一说她东归后嫁给了阿台。